# Симон I (Липе)
Симон I фон Липе (на немски: Simon I zur Lippe, * ок. 1261, † 10 август 1344) е от 1273 до 1344 г. владетел на Господството Липе и на Господство Реда.
Той е син на Бернхард IV (1230 – 1275) и съпругата му графиня Агнес фон Клеве (1232 – 1285), дъщеря на граф Дитрих IV фон Клеве и Хедвиг фон Майсен. Той е роднина на Симон I (1196 – 1277) епископ на Падерборн (1247 – 1277).
През 1302 г. Симон I е затворен в замъка му и обсаден, заради грабежните му походи. Зимон I е затворен в Оснабрюк. След една година и половина е освободен и трябва да унищожи своя замък.

## Фамилия
Симон I се жени на 24 ноември 1276 г. за Аделхайд фон Валдек (* ок. 1264, † 1339/1342), дъщеря на граф Хайнрих III фон Валдек († 1267) и Мехтхилд фон Куик-Арнсберг († 1298). Те имат 13 деца:
- Бернхард (1277 – 1341), княжески епископ на Падерборн 1321 – 1341
- Херман († ок. 1324), клерик
- Хендрик († ок. 1336), клерик
- Дидрих († сл. 8 септември 1326), рицар на Немския орден
- Симон († ок. 1332)
- Бернхард V (1290 – 1365), упр. Реда 1344 – 1365,∞ Рихарда фон Марк
- Ото (ок. 1300–ок. 1360), 1344 – 1360 господар на Липе в Лемго, ∞ Ирмгард фон Марк
- Адолф († сл. 1308)
- Мехтхилд († сл. 9 април 1366), ∞ ок. август 1310 граф Йохан II фон Бентхайм († 1332)
- Аделхайд (1298 – 1324), ∞ граф Херман II фон Еверщайн-Поле († ок. 1351)
- Хайлвиг († сл. 5 март 1369), омъжена 1322 г. за граф Адолф VII фон Шаумбург († 1352)
- Лиза († сл. 1 март 1322), омъжена за Ведекинд фом Берге, еделфогт на Минден († 1351)
- Агнес († сл. 1295)